# Unione Sportiva Toma Maglie 1949-1950
Questa voce raccoglie le informazioni riguardanti l'Unione Sportiva Antonio Toma Maglie nelle competizioni ufficiali della stagione 1949-1950.

## Organigramma societario
Area direttiva
- Presidente: Alberto Pugliese
- Direttore Sportivo: Achille Tamborino

Area tecnica
- Allenatore: Ugo Starace

## Rosa
| N. |                   | Ruolo | Calciatore |
| -- | ----------------- | ----- | ---------- |
|    | Italia (bandiera) |       | Anguilla   |
|    | Italia (bandiera) |       | Bertocchi  |
|    | Italia (bandiera) |       | Biancone   |
|    | Italia (bandiera) |       | Cavallini  |
|    | Italia (bandiera) |       | Chidini    |
|    | Italia (bandiera) |       | De Matteis |
|    | Italia (bandiera) |       | Fontana    |
|    | Italia (bandiera) |       | Gargiulo   |
|    | Italia (bandiera) |       | Giannuzzi  |

| N. |                   | Ruolo | Calciatore        |
| -- | ----------------- | ----- | ----------------- |
|    | Italia (bandiera) | A     | Giuseppe Giorgino |
|    | Italia (bandiera) |       | Nobili            |
|    | Italia (bandiera) |       | Quarta            |
|    | Italia (bandiera) |       | Rotelli           |
|    | Italia (bandiera) |       | Russo             |
|    | Italia (bandiera) |       | Schiffini         |
|    | Italia (bandiera) |       | Scrascia          |
|    | Italia (bandiera) |       | Tarantelli        |
|    | Italia (bandiera) |       | Vecchi            |

## Risultati

### Promozione

#### Girone di andata
| Arbitro: | De Toma (Bari) |

|  |           |            |
|  | Marcatori | Caputo 37’ |

| Arbitro: | Capodiferro (Taranto) |

|           |           |              |
| Milli 44’ | Marcatori | Anguilla 19’ |

| 13 novembre 1949 3ª giornata |  | – (Riposa Maglie) |  |  |

| Arbitro: | Giancaspro (Molfetta) |

|               |           |  |
| Anguilla 30'’ | Marcatori |  |

| Arbitro: | De Fano (Bari) |

|            |           |             |
| Vitali 89’ | Marcatori | Fontana 82’ |

| Arbitro: | Capodiferro (Taranto) |

|                                                                                     |           |           |
| Quarta 9’ Fontana 16’ Bertocchi 18’ Giorgino 19’ 30’ 34’ Vacca 16 aut.’ Fontana 88’ | Marcatori | Longo 43’ |

| Arbitro: | Capaldo (Torre Annunziata) |

|  |           |           |
|  | Marcatori | Russo 66’ |

| Arbitro: | Rago (Napoli) |

|            |           |              |
| Quarta 30’ | Marcatori | Pedretti 88’ |

| 1º gennaio 1950 9ª giornata |  | – (Riposa Maglie) |  |  |

| Arbitro: | Vollero (Frattamaggiore) |

|            |           |  |
| Quarta 85’ | Marcatori |  |

| Arbitro: | Smorto (Reggio Calabria) |

|           |           |  |
| Jusco 27’ | Marcatori |  |

| Arbitro: | Irlandi (Torre Annunziata) |

|                                  |           |                         |
| Quarta 17’ Fontana 21’ Russo 80’ | Marcatori | Cosmano 66’ Martire 72’ |

| Arbitro: | Lo Bello (Siracusa) |

|                                 |           |                                                      |
| Grazioli 36’ (rig.), 54’ (rig.) | Marcatori | Anguilla 22 rig.’ Cavicchioli 76 aut.’ Bertocchi 77’ |

| Arbitro: | Palma (Nola) |

|                   |           |              |
| Giorgino 50’ (55) | Marcatori | Mongelli 48’ |

| Arbitro: | Bombacigno (Bari) |

|             |           |  |
| Ferrari 69’ | Marcatori |  |

#### Girone di ritorno
| Arbitro: | Ausiello (Resina) |

|               |           |              |
| Citarelli 12’ | Marcatori | Giorgino 90’ |

| Arbitro: | Nappa (Napoli) |

|                     |           |               |
| Fontana 8’, 9’, 22’ | Marcatori | 35’ Minervini |

| 12 marzo 1950 18ª giornata |  | – (Riposa Maglie) |  |  |

| Arbitro: | Paudice (Napoli) |

|  |           |                                        |
|  | Marcatori | Tarantelli 5’ Anguilla 77’ Fontana 86’ |

| Arbitro: | Altamura (Bari) |

|                         |           |  |
| Anguilla 20’ Quarta 80’ | Marcatori |  |

| Arbitro: | Stampacchia (Napoli) |

|                                 |           |                          |
| Pesola 25’ Pierro 56’ Longo 57’ | Marcatori | Anguilla 14’ Fontana 23’ |

| Arbitro: | Santese (Taranto) |

|                                                          |           |                      |
| Fontana 9’ Tarantelli 40’ Quarta 60’ Giorgino 77’ (rig.) | Marcatori | D'Incecco 77’ (rig.) |

| Arbitro: | Vollero (Napoli) |

|                    |           |                            |
| Alfonso 44’ (rig.) | Marcatori | Tarantelli 39’ Fontana 83’ |

| 23 aprile 1950 24ª giornata |  | – (Riposa Maglie) |  |  |

| Arbitro: | Stampacchia (Napoli) |

|                         |           |                |
| Colombo 14’ Larizza 51’ | Marcatori | Tarantelli 12’ |

| Arbitro: | De Toma (Bari) |

|                                        |           |                |
| Anguilla 14’ Quarta 21’ Tarantelli 25’ | Marcatori | De Felicis 82’ |

| Arbitro: | Vollero (Frattamaggiore) |

|                                                          |           |  |
| Martire 46’ Daddato 49’ Cosmano 55’ Lattanzio 59’ (rig.) | Marcatori |  |

| Arbitro: | Irlandi (Torre Annunziata) |

|                        |           |  |
| Anguilla 1’ Nobili 13’ | Marcatori |  |

| Manduria 28 maggio 1950 29ª giornata | Manduria                      | 0 – 0 | Toma Maglie | \| Arbitro: \| Fabbrocino (Torre Annunziata) \| |
| Arbitro:                             | Fabbrocino (Torre Annunziata) |       |             |                                                 |

| Arbitro: | Gagliardi (Bari) |

|                                            |           |             |
| Vitale 13’ (aut.) Anguilla 50’ Fontana 70’ | Marcatori | Accardo 25’ |

## Finali per la promozione in Serie C

### Primo Turno
| Arbitro: | Smorto (Reggio Calabria) |

|                                  |           |                    |
| Bossi 39’ Antonini 46’ Penzo 89’ | Marcatori | Spinato 85’ (aut.) |

| Arbitro: | Massai (Pisa) |

|  |           |             |
|  | Marcatori | Tognoli 90’ |

| Arbitro: | Marchese (Frattamaggiore) |

|                                                          |           |  |
| Giorgino 15’ Tarantelli 59’ Anguilla 60’ 85’ Fontana 88’ | Marcatori |  |

| Arbitro: | Maurelli (Roma) |

|  |           |              |
|  | Marcatori | Fontana 68'’ |

### Secondo Turno
| Arbitro: | Palmieri (Cosenza) |

|                                       |           |               |
| Mobili 55’ Tarantelli 66’ Fontana 81’ | Marcatori | Cambiatti 49’ |

| Arbitro: | Valsecchi (Milano) |

|                                 |           |              |
| Gè 3’ Tognoli 26’ Spaggiari 53’ | Marcatori | Giorgino 55’ |

### Terzo Turno
| Arbitro: | Palmieri (Cosenza) |

|        |           |  |
| Gè 55’ | Marcatori |  |

| Arbitro: | Smorto (Reggio Calabria) |

|                         |           |             |
| Anguilla 21’ Quarta 52’ | Marcatori | Patesso 84’ |

## Statistiche

### Statistiche di squadra
| Competizione                        | Punti | In casa | In casa | In casa | In casa | In casa | In casa | In trasferta | In trasferta | In trasferta | In trasferta | In trasferta | In trasferta | Totale | Totale | Totale | Totale | Totale | Totale |
| Competizione                        | Punti | G       | V       | N       | P       | Gf      | Gs      | G            | V            | N            | P            | Gf           | Gs           | G      | V      | N      | P      | Gf     | Gs     |
| ----------------------------------- | ----- | ------- | ------- | ------- | ------- | ------- | ------- | ------------ | ------------ | ------------ | ------------ | ------------ | ------------ | ------ | ------ | ------ | ------ | ------ | ------ |
| Promozione                          | 35    | 13      | 11      | 1       | 1       | 33      | 10      | 13           | 4            | 4            | 5            | 15           | 17           | 26     | 15     | 5      | 6      | 48     | 27     |
| Finali Primo Turno                  | 4     | 2       | 1       | 0       | 1       | 5       | 1       | 2            | 1            | 0            | 1            | 2            | 3            | 4      | 2      | 0      | 2      | 7      | 4      |
| Finali Secondo Turno (campo neutro) | 2     | -       | -       | -       | -       | -       | -       | -            | -            | -            | -            | -            | -            | 2      | 1      | 0      | 1      | 4      | 4      |
| Finali Terzo Turno (campo neutro)   | 2     | -       | -       | -       | -       | -       | -       | -            | -            | -            | -            | -            | -            | 2      | 1      | 0      | 1      | 2      | 2      |
| Totale                              | 43    | 15      | 12      | 1       | 2       | 38      | 11      | 15           | 5            | 4            | 6            | 17           | 20           | 34     | 19     | 5      | 10     | 61     | 37     |

### Statistiche dei giocatori
| Giocatore  | Promozione | Promozione | Finali   | Finali |
| Giocatore  | Presenze   | Reti       | Presenze | Reti   |
| ---------- | ---------- | ---------- | -------- | ------ |
| Anguilla   | 25         | 9          | 7        | 3      |
| Bertocchi  | 16         | 2          | 2        | 0      |
| Biancone   | 6          | 0          | 0        | 0      |
| Cavallini  | 19         | 0          | 7        | 0      |
| Fontana    | 24         | 12         | 7        | 3      |
| Gargiulo   | 1          | 0          | 0        | 0      |
| Giannuzzi  | 6          | 0          | 4        | 0      |
| Giorgino   | 26         | 7          | 8        | 2      |
| Mobili     | 17         | 1          | 7        | 1      |
| Quarta     | 23         | 7          | 5        | 1      |
| Rotelli    | 26         | 0          | 8        | 0      |
| Russo      | 26         | 2          | 7        | 0      |
| Schiffini  | 26         | -27        | 6        | -8     |
| Scrascia   | 0          | 0          | 2        | -2     |
| Tarantelli | 18         | 5          | 8        | 2      |
| Vecchi     | 26         | 0          | 8        | 0      |